# Харлайн, Ли
Ли Харлайн (англ. Leigh Harline; 26 марта 1907, Солт-Лейк-Сити, США — 10 декабря 1969, Калифорния) — американский композитор песен и киномузыки, главным образом для студии Уолта Диснея. Наиболее известное его произведение — мелодия «Когда ты загадаешь желание звезде», которая звучала в фильме Диснея Пиноккио как тема Сверчка (которого озвучил Клифф Эдвардс). Эта песня получила Оскар за лучшую оригинальную песню 1940 года.
Другие известные фильмы, в которых звучали его мелодии: «Богиня весны», «Обезьянье дело»,  «Сломанное копьё», «Шериф Уорлока» и др.